# Saint-Sornin-la-Marche
Saint-Sornin-la-Marche este o comună în departamentul Haute-Vienne din centrul Franței. În 2009 avea o populație de 258 de locuitori.

## Evoluția populației
| An        | 1975 | 1982 | 1990 | 1999 | 2006 | 2009 |
| --------- | ---- | ---- | ---- | ---- | ---- | ---- |
| Populație | 408  | 309  | 298  | 239  | 238  | 258  |